# Commodore Cochran
Pour les articles homonymes, voir Cochran.
Commodore Shelton Cochran (né le 20 janvier 1902 à Richton - mort le 3 janvier 1969 à San Francisco) est un athlète américain spécialiste du 400 mètres.
Étudiant à l'Université d'État du Mississippi, il s'adjuge le titre du 440 yards des Championnats NCAA 1922 et 1923. Sélectionné pour les Jeux olympiques de 1924, Commodore Cochran remporte la médaille d'or du relais 4 × 400 mètres aux côtés de Alan Helffrich, Oliver MacDonald et William Stevenson. L'équipe des États-Unis établit un nouveau record du monde de la discipline en 3 min 16 s 00 et devance finalement la Suède et le Royaume-Uni.
Licencié à l'Olympic Club de San Francisco, il est le frère ainé de Roy Cochran, double médaillé d'or lors des Jeux olympiques de 1948.

## Palmarès
| Date | Compétition     | Lieu  | Place | Discipline |
| ---- | --------------- | ----- | ----- | ---------- |
| 1924 | Jeux olympiques | Paris | 1er   | 4 × 400 m  |